# Teissières-lès-Bouliès
Teissières-lès-Bouliès è un comune francese di 322 abitanti situato nel dipartimento del Cantal nella regione dell'Alvernia-Rodano-Alpi.

## Società

### Evoluzione demografica
Abitanti censiti